# Бостон-Бар 1A
Бостон-Бар 1A (англ. Boston Bar 1A) — індіанська резервація в Канаді, у провінції Британська Колумбія, у межах регіонального округу Фрейзер-Велі.

## Населення
За даними перепису 2016 року, індіанська резервація не ма постійного населення.

## Клімат
Середня річна температура становить 7,3°C, середня максимальна – 19,8°C, а середня мінімальна – -8,3°C. Середня річна кількість опадів – 965 мм.
| Клімат поселення                              | Клімат поселення | Клімат поселення | Клімат поселення | Клімат поселення | Клімат поселення | Клімат поселення | Клімат поселення | Клімат поселення | Клімат поселення | Клімат поселення | Клімат поселення | Клімат поселення | Клімат поселення |
| Показник                                      | Січ.             | Лют.             | Бер.             | Квіт.            | Трав.            | Черв.            | Лип.             | Серп.            | Вер.             | Жовт.            | Лист.            | Груд.            |                  |
| Середній максимум, °C                         | 2,52             | 5,82             | 8,76             | 12,29            | 15,98            | 19,24            | 18,92            | 19,80            | 15,79            | 10,54            | 4,38             | 0,50             |                  |
| Середня температура, °C                       | −2,88            | 0,41             | 3,35             | 6,88             | 10,58            | 13,84            | 16,57            | 17,46            | 13,44            | 8,19             | 2,04             | −1,84            |                  |
| Середній мінімум, °C                          | −8,28            | −4,98            | −2,06            | 1,48             | 5,17             | 8,43             | 14,22            | 15,10            | 11,09            | 5,84             | −0,31            | −4,2             |                  |
| Норма опадів, мм                              | 135              | 95               | 82               | 54               | 48               | 44               | 34               | 34               | 51               | 105              | 147              | 136              |                  |
| Середньомісячна швидкість вітру, м/с          | 2.16             | 2.21             | 2.38             | 2.60             | 2.40             | 2.40             | 2.26             | 2.06             | 1.83             | 1.90             | 2.09             | 2.06             |                  |
| Середньомісячна сонячна радіація, кДж/м²·день | 3269             | 6409             | 10535            | 15588            | 19213            | 20776            | 21935            | 18827            | 13374            | 7395             | 3584             | 2533             |                  |
| --------------------------------------------- | ---------------- | ---------------- | ---------------- | ---------------- | ---------------- | ---------------- | ---------------- | ---------------- | ---------------- | ---------------- | ---------------- | ---------------- | ---------------- |
| Джерело:                                      |                  |                  |                  |                  |                  |                  |                  |                  |                  |                  |                  |                  |                  |